# IC 132
IC 132 је дио галаксије (напримјер сјајан HII регион) у сазвјежђу Троугао која се налази на листи објеката дубоког неба у Индекс каталогу.
Деклинација објекта је + 30° 56' 42" а ректасцензија 1h 33m 16,0s. Привидна величина (магнитуда) објекта IC 132 износи 13,5. IC 132 је још познат и под ознакама BCL 638, HII+SCL in M 33.